# 托勒密十二世
托勒密十二世（吹笛者）（前117年—前51年），是托勒密埃及國王，第一次在位時間為前80年—前58年，第二次在位時間為前55年—前51年。他是克麗奧佩脫拉七世的父親。
托勒密十二世的正式全稱是托勒密·尼奧斯·戴奧尼索斯·忒奧斯·菲羅帕托·忒奧斯·費拉德爾甫斯，即托勒密·「新酒神·篤愛父親的神·與姊妹戀愛的神」之意。相對於他的全名，古代史書上多使用他的綽號，稱托勒密·奧勒忒斯，即托勒密·「吹笛者」。吹笛者這個稱號是因為托勒密十二世很擅長吹奏笛子，而獲得這個綽號。另外他還有「怯懦者」這個綽號。現代史學家為托勒密王朝的國王編號，稱他為托勒密十二世。
托勒密十二世的統治十分殘暴，面對強大的羅馬，他不得不卑躬屈膝。前58年人民推翻了他，擁戴他的女兒貝勒尼基四世為女王。然而托勒密十二世在羅馬將軍龐培的軍事支持下又奪回了王位，於前55年殘酷地處死了自己的女兒。在托勒密十二世去世前，他立另一個女兒克麗奧佩脫拉七世為共同執政者。

## 家庭
托勒密十二世是希臘化時代的埃及統治者，他的祖先來自馬其頓。托勒密十二世被認為是托勒密九世的私生子，因為無法證實他是克麗奧佩脫拉四世所生。在古代史料中，托勒密十二世被描述成一個熱愛音樂、但軟弱、放縱、酗酒的人。
托勒密的妻子被史書確認的只有一位，即克麗奧佩脫拉·特里菲娜（被現代一些學者編號為克麗奧佩脫拉五世，其他學者則編為六世，編號系統尚有爭議），她可能是托勒密十二世的一个姐妹或是一个表亲。克麗奧佩脫拉·特里菲娜最后一次在史书中提到是在公元前69年，托勒密十二世前三个子女被认为是她生的。一些現代學者如W. Huss和D. W. Roller等認為托勒密十二世有兩次婚姻，第一任妻子是克麗奧佩脫拉五世，她可能生了三個女兒，分別為克麗奧佩脫拉六世、貝勒尼基四世和鼎鼎大名的克麗奧佩脫拉七世。第二任妻子不知其名，可能是他的长女克麗奧佩脫拉六世，她也生了三個孩子，分別為阿爾西諾伊四世、托勒密十三世和托勒密十四世。

## 第一次在位（前80年–前58年）
前80年，托勒密十一世殺了他的共治者兼繼母貝勒尼基三世之後，暴怒的人民推翻托勒密十一世，並殺了國王。因為托勒密十一世逝世且他身後沒有留下男性繼位者，托勒密王朝的血脈僅剩托勒密九世的兩名私生子，即托勒密九世的希臘妾室所生，其中一名即後來的托勒密十二世。當時他被王國所驅逐，正居於本都王國米特里達梯六世的宮廷內，於是他從本都的錫諾普返回國內，即位為托勒密十二世。托勒密十二世可能與他的姊妹克麗奧佩脫拉六世結婚，並與克麗奧佩脫拉六世共治。
過去，托勒密十一世曾經立下遺囑，要把王國贈與給羅馬共和國，因此身為私生子的托勒密十二世並不算是合法的繼任者。然而，羅馬元老院也沒有立刻去搶奪托勒密十二世的王位，雖說羅馬政界不少人對埃及虎視眈眈，但目前對於埃及的意見並不統一 。
托勒密十二世個人儀式上的尊號「新酒神」讓他獲得另外一個譏諷的綽號「吹笛者」。同時期的斯特拉波如此記載：
|                        | 從第三位托勒密國王（三世）以降，國王生活奢侈腐敗，管理政府事務也很糟糕，尤其是第四任（四世）、第七任（八世）、和最近的這一任「吹笛者」。「吹笛者」他除了自己生活荒亂外，還很拿手在酒歌合唱團上吹笛子。他對此相當自豪，王宮中舉辦慶祝酒神的酒歌比賽時他會毫不猶豫參加，並且挺身而出與對手競爭優勝。 |
| ——斯特拉波,XVII, 1, 11 | |

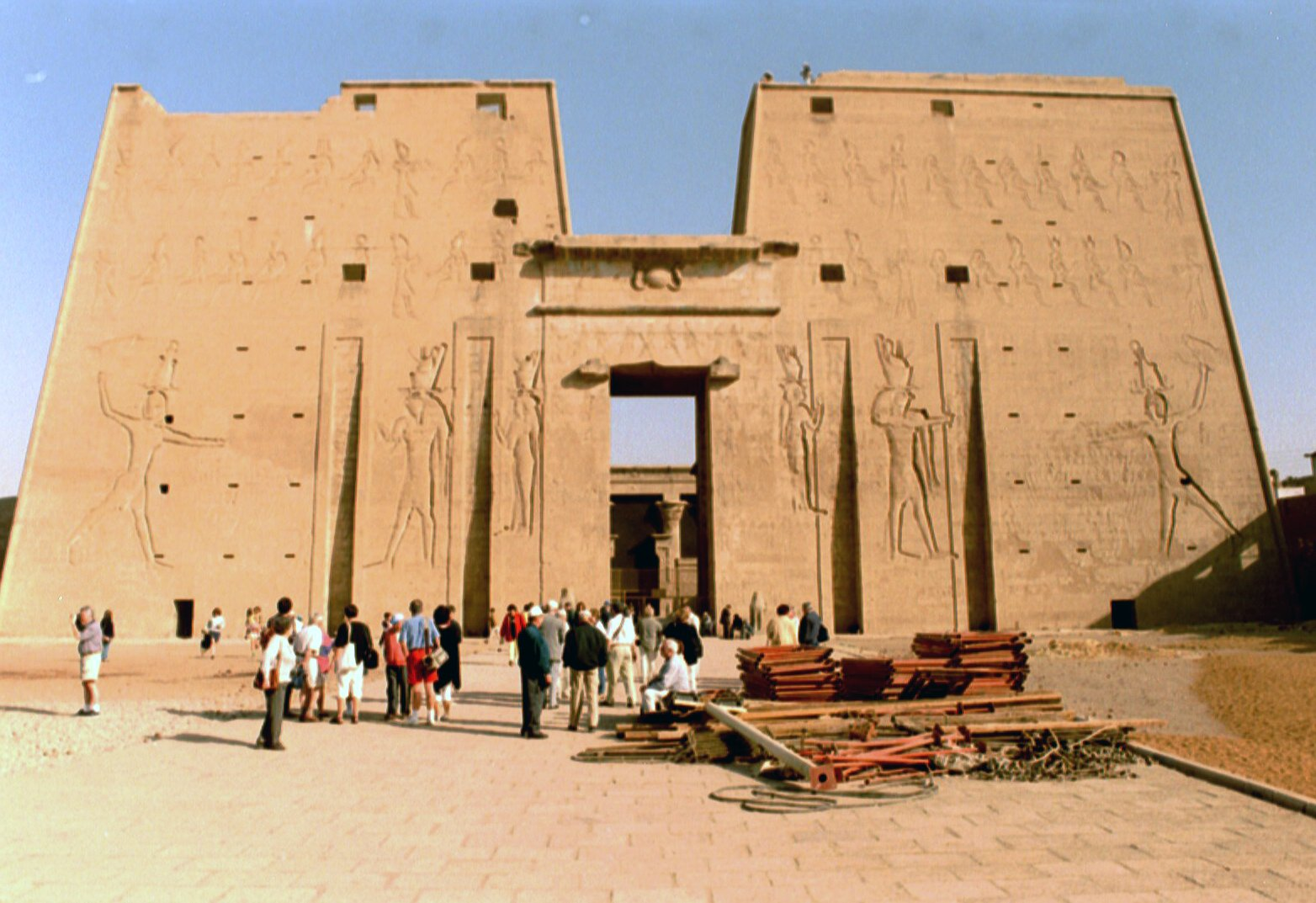
埃德富神廟的第一塔門，在前57年，托勒密十二世命人在牆上繪出自己擊敗敵人的形象。

在托勒密十二世即位之前，因為地理上距離遙遠，羅馬人和埃及的居民彼此漠不關心，儘管有時埃及的居民會請求強大的羅馬人介入王室紛爭 。在托勒密十二世統治時期，托勒密為了確保自己的王位和王朝的命運，在政策上極度親羅馬。當前63年，羅馬將軍龐培從鬥爭中逐漸脫穎而出，托勒密十二世認為龐培會成為羅馬的領導者，於是托勒密贈送大量錢財給龐培試圖與他建立保護者和屬國關係，托勒密甚至還邀請龐培前來亞歷山大城。龐培接受這筆錢，但他婉拒了前來亞歷山大城的邀請。儘管讓羅馬領導者成為王國的保護者，托勒密十二世的王位卻沒法保證穩固。托勒密不久後前往羅馬一趟，準備要用賄絡的方式讓羅馬人承認他是合法的王位繼承者，他付出6,000個他連得的鉅款給龐培和凱撒，與羅馬建立了正式同盟，並使自己的名字列入「羅馬人民的盟友」行列中。

## 流亡羅馬（前58年–前55年）
前58年，托勒密十二世對於羅馬占領賽普勒斯一事無法發出任何評論，賽普勒斯本來是由托勒密十二世的兄弟托勒密統治，這一事令國內人民大大惱怒。本來百姓就對王國的重稅滿腹牢騷，這些錢又成為給羅馬人的貢金，加上物價上揚，誘發人民反抗托勒密十二世的統治。托勒密十二世趕緊逃到往羅馬庇護，可能帶著女兒克麗奧佩脫拉七世一同前往。他的另一個女兒貝勒尼基四世留在國內，被人民擁立為女王，她可能與她的母親克麗奧佩脫拉六世共治。在托勒密十二世流亡海外後一年，克麗奧佩脫拉六世離奇逝世，貝勒尼基四世便從前57年到前56年單獨統治王國。
在羅馬，托勒密十二世請求羅馬元老院幫助他奪回王位，但這個提議遭到部分元老議員們反對，當時托勒密十二世的盟友龐培收留他和他女兒，並幫助他與那些議員們爭論。在那段時間，托勒密的羅馬債權人認知到，如果托勒密無法回到埃及當國王的話，那他們將再也收不回債務。因此，在前57年，元老院受到羅馬大眾的壓力下，決定幫助托勒密復辟。然而，羅馬人不願意直接入侵埃及扶持托勒密復辟，畢竟羅馬的西卜林神諭集預言，假如一位埃及國王要求羅馬軍事介入的話，將會有慘烈的危難發生。
埃及的居民聽到許多羅馬可能會介入的耳語，他們非常不願意流亡的前國王回埃及復持神器，卡西烏斯·狄奧記載當時他們派遣總數達100名的代表團從埃及前往羅馬，試圖撤銷羅馬幫助托勒密復辟的決議。然而托勒密十二世在代表團尚未遞出陳情之前，就先逮捕了代表團領袖亞歷山大城的狄奧（Dio），代表團的許多成員被殺。

## 復辟（前55年–前51年）
托勒密十二世最後付給羅馬將軍奧盧斯·加比尼烏斯10,000塔蘭同，讓他入侵埃及幫助自己復辟。前55年，奧盧斯·加比尼烏斯的軍隊在擊敗托勒密王國邊境守軍後，繼續往首都和王宮進軍，然而王宮的衛隊在大戰前不戰而降，托勒密十二世因此復辟。
關於托勒密十二世復登大寶的準確日期不清楚，最早的可能日期是前55年1月4日，最晚的可能是前55年6月24日。在返回王宮之後，托勒密把愛女貝勒尼基四世和她的黨羽都處死。從那之後，托勒密便一直統治埃及，直到前51年過世。跟著奧盧斯·加比尼烏斯進入埃及的2,000多名羅馬士兵和傭兵也留在亞歷山大城，來保衛托勒密十二世的政權，他們被稱為加比尼亞人，作為復辟的代價，羅馬人在埃及的影響力可是相當大。托勒密十二世復辟後，把女兒克麗奧佩脫拉七世立為共治女王。
他復辟後，羅馬債權人開始要求他還款，但埃及國庫的財富實在無法還清國王債務。也因為先前的教訓，托勒密十二世任命他的主要羅馬債權人 蓋烏斯·拉比列烏斯·波斯圖米烏斯（Gaius Rabirius Postumus）為財政大臣（Dioiketes），讓拉比列烏斯負責還清國王的債務，藉此把提高稅賦的民怨轉移到羅馬人身上。此舉也可能是加比尼烏斯施加壓力給托勒密，讓拉比列烏斯被封為財政大臣。拉比列烏斯利用他的職權直接掌控王國經濟，但他的措施過於剝削百姓，以至於托勒密不得不假裝逮捕他，避免拉比列烏斯被暴民殺害，之後才放了拉比列烏斯。前54年底，拉比列烏斯突然從埃及返回羅馬，並以「搜刮錢財」的罪名被起訴，然而在西塞羅辯護下他無罪開釋。托勒密十二世還大量發行錢幣來還清他的債務，這讓王國貨幣通貨膨脹，在他統治末期，貨幣與他剛即位之時相比貶值50％。
在托勒密十二世逝世之前，他已經讓女兒克麗奧佩脫拉七世成為共治者。根據他的遺囑，讓女兒克麗奧佩脫拉七世和兒子托勒密十三世一同繼承王國，為了確保他的遺願會執行，他請元老院為執行者，但因為元老院忙於其他事務，由龐培批准這份遺言。
雖然托勒密十二世統治的長時間內，他的首要目標是確保托勒密王朝的持續，以及埃及的安危。為了達成這個目標，他卻犧牲了更多，他喪失王國許多富饒的土地，喪失許多財富，甚至，就如西塞羅所說的：「崇高、尊貴和神秘的國王，出現在羅馬人面前時，只不過是個卑微的乞求者」。

## 腳註
1. ↑   Ernle Bradford, p.28.
2. ↑   Ernle Bradford, p,34.
3. 1 2   Ernle Bradford, p.33.
4. ↑   A. Clayton Chronicle of the Pharaohs: The Reign by Reign Record of the Rulers and Dynasties of Ancient Egypt. ( London: Thames and Hudson, 1994) ISBN 0-500-05074-0.
5. ↑   Sinai-Davies, p.307.
6. ↑   Ernle Bradford, Classic Biography: Cleopatra p.35.
7. ↑   Siani-Davies, Mary. p.316.
8. ↑   Ernle Bradford, p.37.
9. ↑  Siani-Davies, Mary. p.324.
10. ↑   Siani-Davies, Mary. p.323.
11. ↑   Ernle Bradford, p.39.
12. ↑   Ernle Bradford, p.40.
13. ↑   Siani-Davies, Mary. p.325.
14. ↑   Ernle Bradford, p.43.
15. ↑   Siani-Davies, Mary. p.388.
16. ↑  西塞羅, Pro C. Rabirio Postumo; Werner Huß, Ägypten in hellenistischer Zeit 332-30 v. Chr. (Egypt in hellenistic times 332-30 BC), Munich 2001, pp. 696-697
17. ↑  Siani-Davies, Mary. p.332-4.
18. 1 2   Siani-Davies, Mary. p.339.

## 來源
- 斯特拉波 12.3.34 and 17.1.11
- 卡西烏斯·狄奧 39.12 - 39.14, 39.55 - 39.58
- A. Clayton Chronicle of the Pharaohs: The Reign by Reign Record of the Rulers and Dynasties of Ancient Egypt. ( London: Thames and Hudson, 1994) ISBN 0-500-05074-0
- Ernle Bradford, Classic Biography: Cleopatra (Toronto: The Penguin Groups, 2000)
- Sinai-Davies, Mary. “Ptolemy and the Romans” Historia 46:3 (1997):

## 外部連結
- Biography by www.livius.org （页面存档备份，存于）
- Biography by Christopher Bennett
- Strabo Geographika Books 1‑9, 15‑17 （页面存档备份，存于） in English translation, ed. H. L. Jones (1924), at LacusCurtius
- Cassius Dio Roman History in English translation by Cary (1914-1927), at LacusCurtius
- The House of Ptolemy, Chapter XII （页面存档备份，存于） E. R. Bevan
- Ptolemy XII Auletes （页面存档备份，存于） entry in historical sourcebook by Mahlon H. Smith

| 前任: 托勒密十一世 | 托勒密埃及國王 第一次即位 與克麗奧佩脫拉五世 （前80年－前58年）     | 繼任: 克麗奧佩脫拉六世和貝勒尼基四世 |
| 貝勒尼基四世       | 托勒密埃及國王 第二次即位 與克麗奧佩脫拉七世共治 （前55年－前51年） | 托勒密十三世和克麗奧佩脫拉七世       |